# Планетная номенклатура

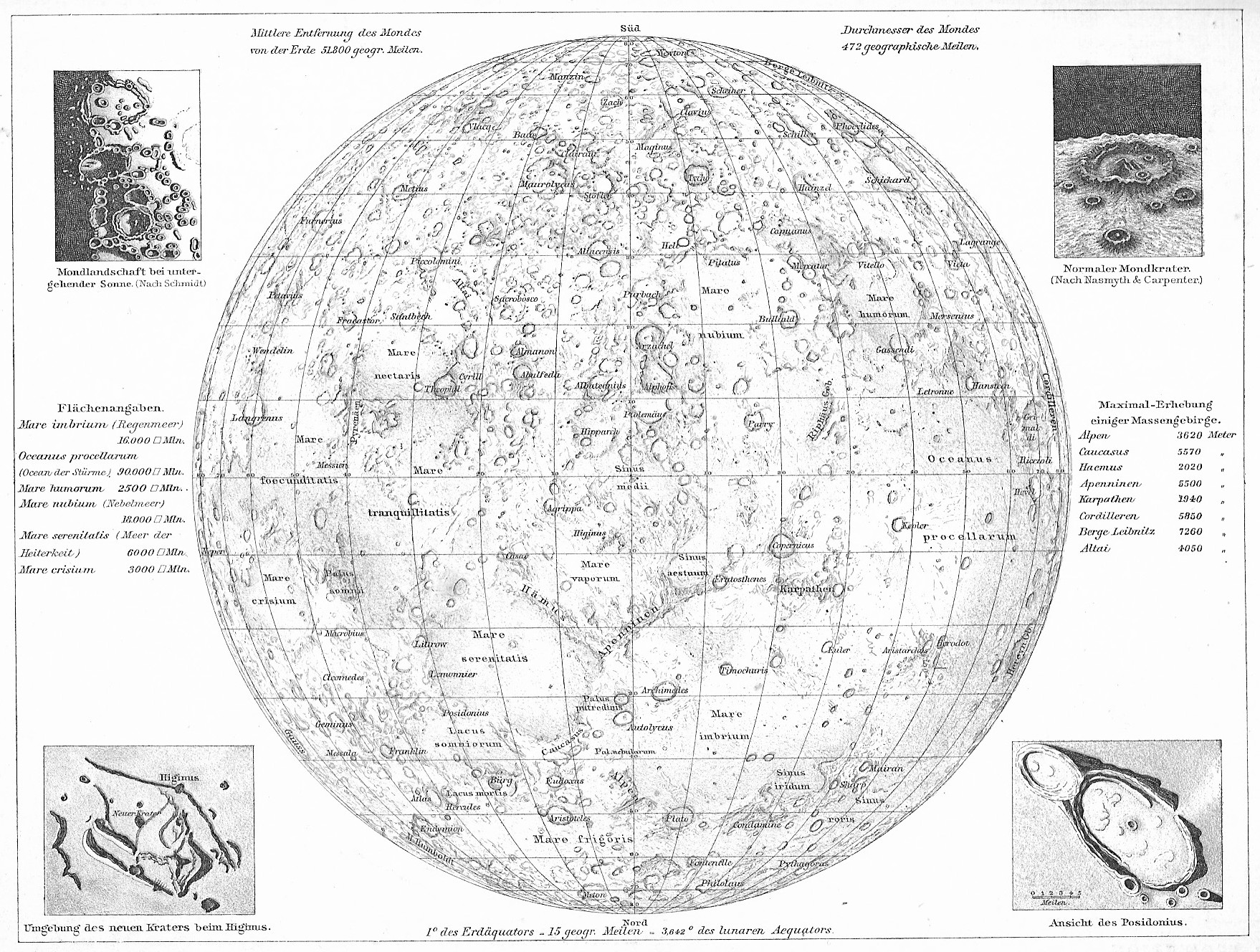
Карта Луны из первого издания атласа Andrees Allgemeiner Handatlas (1881), выпущенного до создания МАС

Планетная номенклатура — система наименований деталей рельефа и деталей альбедо небесных тел Солнечной системы (планет, спутников, астероидов), позволяющая однозначно идентифицировать эти детали. Наименования состоят из имени собственного и (в большинстве случаев) родового термина. Регулированием присвоения названий этим объектам занимается Международный астрономический союз (МАС) с момента своего основания в 1919 году.

## История
Первым небесным телом, для которого появились названия деталей рельефа, стала Луна. Кроме того, по наземным наблюдениям издавна составляли карты Марса и Меркурия. Для них добиться хорошей детальности было невозможно, и на этих картах фигурировали только светлые и тёмные области неизвестной тогда природы — детали альбедо. Возможность закартировать детали рельефа появилась только после того, как эти планеты были засняты с близкого расстояния космическими аппаратами. Сейчас для Марса и Меркурия параллельно существуют две системы наименований, утверждённые МАС: для деталей альбедо и для деталей рельефа. В случае Марса вторая система в большой мере основана на первой.
Основы современной номенклатуры деталей рельефа Луны заложили Джованни Риччоли, Михаэль ван Лангрен и Ян Гевелий в середине XVII века, деталей альбедо Марса — Джованни Скиапарелли в конце XIX века, а деталей альбедо Меркурия — Эжен Антониади в начале XX. Их преемники, делая большую работу по составлению карт, мало заботились о согласовании действий друг с другом. В результате к началу XX века лунная номенклатура стала довольно объёмной и хаотичной: многие объекты имели по несколько названий. Для деталей альбедо Марса такая проблема встала спустя полвека.
Первым международным органом, занимавшимся упорядочиванием планетной номенклатуры, стал основанный в 1907 году Комитет по лунным наименованиям. В 1919 году был основан Международный астрономический союз, куда этот комитет и вошёл (под названием Комиссии 17). Кроме того, начиная с 1952 года в составе МАС существовали, сменяя друг друга, подкомиссия, два комитета и рабочая группа по марсианской номенклатуре. Они упорядочили номенклатуру деталей альбедо Марса и занимались наименованием деталей его рельефа. В 1973 году (ввиду быстрого прогресса исследований разных небесных тел) МАС реорганизовал эти органы. Была создана Рабочая группа по номенклатуре планетной системы (англ. WGPSN), в ведении которой находятся наименования деталей на поверхностях небесных тел Солнечной системы. При этой Рабочей группе действуют 6 специализированных подгрупп из нескольких экспертов каждая. Это подгруппы по Луне, Меркурию, Венере, Марсу, внешней Солнечной системе и (с 1984 года) по астероидам с кометами.
Первый каталог лунных названий, утверждённый МАС, вышел в 1935 году. Официальная номенклатура деталей альбедо Марса и Меркурия была принята в 1958 и 1976 году соответственно (и с тех пор практически не менялась), а первые названия деталей их рельефа появились в 1967 и 1976 соответственно. В 1970 году благодаря появлению снимков обратной стороны Луны МАС утвердил больше названий, чем было до того на всех небесных телах, вместе взятых. Планетная номенклатура разрослась до полутора тысяч названий, почти все из которых были лунными. Вскоре космические аппараты закартировали бо́льшую часть поверхности Венеры и Марса, почти половину поверхности Меркурия и часть поверхности ряда спутников планет-гигантов. В результате за следующие 10 лет (к 1980 году) количество названий опять удвоилось и достигло 3200. К 1990 году оно выросло почти до 4500, а к 2000 — до 6500.
По состоянию на 2015 год названия, утверждённые МАС, имеют около 15 000 деталей поверхности 41 небесного тела. Это Меркурий, Венера, Марс, 10 астероидов, Луна, оба спутника Марса, 6 спутников Юпитера, 11 спутников Сатурна, 6 спутников Урана и 2 спутника Нептуна. Около 60 % названий приходится на объекты Луны, 13 % — Венеры, 12 % — Марса, 3 % — Меркурия и 1,5 % — Ио.

## Процедура утверждения имён МАС
Названия деталей рельефа небесных тел (а также темы названий для недавно заснятых тел) предлагают малые рабочие группы при WGPSN. Они могут рассматривать и идеи от посторонних (для подачи которых на сайте WGPSN есть специальная форма). Предложенные названия проходят два этапа обсуждения (по 10 дней каждый): сначала в малой группе, затем — в WGPSN (которая состоит из председателей малых групп и ряда других учёных). В случае утверждения названия оно считается официально принятым международным именем и размещается на официальном сайте WGPSN. Там для каждого наименованного объекта приводится информация о происхождении названия, дата его утверждения, ряд характеристик этого объекта (в том числе координаты центра и максимальный размер) и (иногда) карта. Для каждого планетного тела на этом сайте есть карта (или набор карт) с указанием всех наименованных деталей в международном латинском написании.

## Правила и конвенции МАС
Названия, принятые МАС, должны соответствовать различным правилам, принятым астрономами за время существования Союза:
1. Номенклатура представляет собой инструмент, и главная задача — сделать его простым, ясным и недвусмысленным.
2. Как правило, официальные названия не присваиваются деталям размером менее 100 метров, кроме случаев, когда такие детали представляют исключительный научный интерес.
3. Количество наименованных деталей рельефа на каждом небесном теле не должно быть чрезмерным. Названия присваиваются только тем объектам, которые представляют научный интерес, или в случаях, когда наименование таких деталей необходимо для научных и картографических целей.
4. Следует избегать повторения одного и того же имени для деталей рельефа на двух или более небесных телах, а также избегать одинаковых наименований для спутников и астероидов. Называть новый объект именем, уже использованным для какого-то другого, можно только в случае особой уместности этого имени и при условии низкой вероятности путаницы[20]. Но до того как МАС принял это правило, он успел утвердить десятки названий, повторяющихся на Луне и Марсе[7].
5. Официальное латинское название не должно переводиться на другие языки, допускается только транслитерация.
6. Там где это возможно, должны продолжаться темы уже принятых названий.
7. Выбор названий для объектов Солнечной системы должен быть международным — названия выбираются из разных языков. МАС рассматривает рекомендации национальных комитетов, но окончательное решение оставляет за собой. Его Рабочая группа по номенклатуре планетной системы (WGPSN) решительно поддерживает беспристрастный выбор названий из языков различных этнических групп и стран, но допускает более высокий процент названий, связанных с одной страной, на картах районов посадок космических аппаратов.
8. Недопустимо присвоение имён политического, военного или религиозного значения, за исключением имён политических деятелей до XIX века. Речь идёт о религиях, широко практикуемых на сегодняшний день, так как имена богов из других религий используются очень широко.
9. Увековечивание людей в названиях небесных тел и деталей их рельефа не должно быть самоцелью. Оно практикуется для людей с высокой и прочной международной репутацией, но не ранее чем через 3 года после их смерти[20]. В 1970 году в виде исключения лунным кратерам были прижизненно присвоены имена шести советских космонавтов и шести американских астронавтов.
10. При наличии более одного варианта написания имени человека выбирают тот, который предпочитал он сам, или приведённый в авторитетном источнике. Диакритические знаки являются необходимой частью названия и обязательно должны использоваться.
11. Названия спутников (а также колец и щелей в них) совместно выбирают WGPSN и комиссия № 20 МАС («Положения и движения малых планет, комет и спутников»). Названия новым спутникам могут быть присвоены только после того, как для них будут достаточно точно определены элементы орбиты или получены изображения деталей поверхности.
12. Принимаются только названия, зафиксированные в доступных и авторитетных источниках (в том числе сетевых). Википедия приемлемым источником не является, но может быть полезной для их поиска.

Кроме этих общих правил каждая рабочая группа разрабатывает дополнительные правила, чтобы создать выразительную и наполненную смыслом систему названий для каждого из планетных тел.

## Соглашения о наименованиях
Система названий объектов Солнечной системы и деталей их рельефа основывается на определённых логических связях. Названия спутников планет должны тем или иным образом быть связаны с названием самой планеты. Например, многие спутники планет получили имена приближённых того бога, в честь которого названа сама планета. Названия многих деталей рельефа небесных тел выбраны в соответствии с именем, историей открытия или какими-либо особенностями данного небесного тела.
Названия деталей рельефа обычно содержат родовой термин, который указывает на тип наименованной детали. Есть ряд исключений из этого правила (см. ниже).
В большинстве случаев правила наименования деталей рельефа не зависят от их размера. Исключением являются лишь долины Марса и Венеры и кратеры Луны, Марса и Венеры: в зависимости от их размера им дают имена объектов из разных категорий. Например, коротким долинам Марса присваивают имена рек Земли, а длинным — названия этой планеты на разных языках.
Чтобы сделать возможной идентификацию на картах очень маленьких объектов по их координатам, эти координаты должны быть определены с очень высокой точностью. Бывает, что она ещё не достигнута, но это не является помехой для присвоения названия таким объектам. Чтобы обеспечить возможность их идентификации, МАС публикует в своём издании IAU Transactions карты или схемы с указанием местоположения таких объектов.
Границы многих крупных деталей поверхности, таких как земли, области, равнины и плато, не имеют чёткой выраженности в рельефе. Координаты таких деталей указываются по приблизительно выбранной центральной точке. Границы таких структур могут быть уточнены по данным будущих миссий.
Кольца планет и щели в этих кольцах получают имена учёных, которые впервые их наблюдали и изучали, а также буквенные и численные обозначения. Чёткой системы правил наименования различных атмосферных образований ещё не существует, её создание планируется в будущем.

## Родовые термины
Названия деталей рельефа планет и спутников обычно содержат родовой термин, который указывает на тип данной структуры (например, «каньон», «гора», «долина» и др.). Это неотъемлемая часть названий деталей большинства типов. Она даёт возможность различать объекты с одинаковым собственным именем. Например, есть 11 объектов, названных именем Прометея — в частности, каньон и гора на Марсе (Promethei Chasma и Promethei Mons), столовая гора и эруптивный центр на Ио (Prometheus Mensa и Prometheus). Но в ряде случаев родовой термин не используют:
- в названиях кратеров;
- в названиях эруптивных центров[23] и плюмов[24] (присутствующих на Ио и Тритоне соответственно), поскольку эти детали рельефа эфемерны и недолговечны[20];
- в названиях крупных кольцевых деталей (присутствующих на Европе, Каллисто и Титане)[25];
- в названиях небольших деталей рельефа Луны, получивших название в связи с посадкой около них космических кораблей[26];
- в названиях многих деталей альбедо, как правило, светлых. У тёмных деталей альбедо он обычно имеется: на Меркурии используется слово «пустыня» (Solitudo)[6][15]), а на Марсе — «море», «залив», «пролив», «озеро», «болото» и ряд других[5][16].

При выборе родовых терминов МАС руководствовался тем, что они должны описывать только морфологию объекта и ничего не говорить о его происхождении. Например, в названиях могут фигурировать слова «гора», «купол» или «холм», но не «вулкан». Таким образом, родовые термины описывают лишь внешний вид детали, но не её происхождение или геологическое значение, они не являются терминами планетной геологии, хотя некоторые из них стали общепринятыми и в геологических описаниях, например, венцы на Венере. Перечень родовых терминов, используемых в названиях деталей рельефа, не является классификацией геологических структур.
Родовые термины для наименований в планетной номенклатуре (по состоянию на июль 2015):
| Международный вариант (в скобках — мн.ч.) | Русский вариант                                                                            | Описание МАС | Примечание |
| ----------------------------------------- | ------------------------------------------------------------------------------------------ | --- | --- |
| Albedo feature                            | деталь альбедо                                                                             | Область, которая отличается от окружающих по альбедо | Утверждено 32 названия деталей альбедо на Меркурии, 126 — на Марсе, 13 — на Титане и одно (Reiner Gamma) — на Луне. В состав названий этот термин не входит                                    |
| Arcus (arcūs)                             | дуга                                                                                       | Дугообразно изогнутая деталь | Единственный пример — Hotei Arcus на Титане |
| Astrum (astra)                            | астра                                                                                      | Радиальная структура на Венере | Названий с этим термином нет |
| Catena (catenae)                          | цепочка                                                                                    | Несколько кратеров, расположенных в одну линию | Есть 65 названий на 10 небесных телах |
| Cavus (cavi)                              | котловина                                                                                  | Углубление неправильной формы с крутыми краями. Обычно расположены группами                                                                                | Названные так объекты есть на Марсе (20) и Тритоне (10) |
| Chaos (chaoses)                           | хаос                                                                                       | Участок с характерным разрушенным рельефом | Названия с этим термином есть на Марсе (28) и Европе (5) |
| Chasma (chasmata)                         | каньон                                                                                     | Глубокая линейная впадина с крутыми склонами | Названные так объекты есть на Марсе, Венере и нескольких спутниках |
| Collis (colles)                           | холм                                                                                       | Небольшой холм | Выделяются на Венере, Марсе и Титане (все названия во мн.ч. — Colles) |
| Corona (coronae)                          | венец                                                                                      | Кольцевая или овальная деталь | Термин сейчас используется для объектов Венеры и Миранды (но, вероятно, природа венцов у них разная)                                                                                           |
| Crater (craters)                          | кратер                                                                                     | Круглая впадина | В состав названий этот термин не входит |
| Dorsum (dorsa)                            | гряда                                                                                      | Вытянутое поднятие | Выделено более 180 гряд (на Меркурии, Венере, Марсе, ряде спутников и астероидов) |
| Eruptive center                           | эруптивный центр                                                                           | Активный вулканический центр на Ио | Названо 12 таких объектов. В состав названий этот термин не входит |
| Facula (faculae)                          | факула                                                                                     | Светлое пятно | Встречаются на Амальтее, Ганимеде, Каллисто и Титане |
| Farrum (farra)                            | купол (как и для Tholus)                                                                   | Блинообразная возвышенность | От Tholus, который по-русски тоже называется «купол», отличается более плоской вершиной и более крутыми склонами. Есть только на Венере; названия получили 9 таких объектов и их групп         |
| Flexus (flexūs)                           | извилина                                                                                   | Очень низкая криволинейная фестончатая в плане гряда | Есть 5 названий с этим термином; все на Европе |
| Fluctus (fluctūs)                         | поток                                                                                      | Участок с характерными очертаниями в виде потоков | Названия с таким термином есть на Венере, Марсе, Ио и Титане |
| Flumen (flumina)                          | канал                                                                                      | Русло на Титане, по которому может течь жидкость | Названных так объектов только три (каналы Эливагар, Вид и Келадон). |
| Fossa (fossae)                            | борозда (как и для Rima)                                                                   | Длинная узкая впадина | Прямая или изогнутая (но не извилистая). Русским термином «борозда» передают и лат. Fossa, и Rima, но названия с термином Rima сейчас есть только на Луне и Лютеции, а Fossa — только вне Луны |
| Fretum (freta)                            | пролив                                                                                     | Узкий участок жидкости, соединяющий два больших резервуара                                                                                                 | Применяется только на Титане |
| Insula (insulae)                          | остров                                                                                     | Участок поверхности, окружённый жидкостью | Используется только на Титане (например, остров Майда и остров Буян) |
| Labes (labēs)                             | оползень                                                                                   | Оползень | Названия с этим термином есть на Марсе и Лютеции |
| Labyrinthus (labyrinthi)                  | лабиринт                                                                                   | Комплекс пересекающихся долин или гряд | Названия имеют 1 лабиринт на Венере, 6 на Марсе и 5 на Титане |
| Lacuna (lacunae)                          | лакуна                                                                                     | Впадина неправильной формы на Титане, выглядящая как высохшее озеро                                                                                        | Наименовано 11 таких объектов |
| Lacus (lacūs)                             | озеро                                                                                      | Небольшая равнина; на Титане — небольшой тёмный участок с резкими границами                                                                                | Небольшая тёмная равнина на Луне или небольшой участок с жидкой поверхностью на Титане. Также используется в номенклатуре деталей альбедо Марса для небольших тёмных участков                  |
| Landing site name                         | название места посадки, название в районе посадки                                          | Детали лунного рельефа вблизи мест посадки кораблей «Аполлон»                                                                                              | В состав названий этот термин не входит |
| Large ringed feature                      | большое кольцевое образование, крупная кольцевая деталь                                    | Кольцевая деталь неясного происхождения | Есть 2 названия на Европе, 4 на Каллисто и 4 на Титане. В состав названий данный термин не входит                                                                                              |
| Lenticula (lenticulae)                    | лентикула                                                                                  | Небольшие тёмные пятна на Европе | Названий с таким термином сейчас нет |
| Linea (lineae)                            | линия                                                                                      | Тёмная или светлая удлинённая деталь, прямая или изогнутая                                                                                                 | Названия с этим термином есть на Венере, Европе и Рее |
| Lingula (lingulae)                        | лингула                                                                                    | Округлый языковидный выступ плато | Есть 5 наименованных лингул; все на Марсе |
| Macula (maculae)                          | макула, пятно                                                                              | Тёмное пятно, может быть неправильной формы | Названные так объекты есть на Европе, Титане и Тритоне |
| Mare (maria)                              | море                                                                                       | На Луне — тёмная и обычно крупная равнина, на Марсе — тёмная крупная деталь альбедо, на Титане — крупный тёмный участок, покрытый углеводородной жидкостью | На Луне выделено 22 моря, на Марсе — 10, на Титане — 3 |
| Mensa (mensae)                            | столовая гора                                                                              | Гора с плоской вершиной и крутыми обрывами по краям | Название используется на Марсе и Ио |
| Mons (montes)                             | гора, для Луны (иногда) — пик                                                              | Гора | Есть более 250 наименованных гор на 8 небесных телах |
| Oceanus (oceani)                          | океан                                                                                      | Очень крупная тёмная равнина на Луне | Единственный пример — Океан Бурь |
| Palus (paludes)                           | болото                                                                                     | Небольшая равнина | Термин используется только на Марсе и Луне |
| Patera (paterae)                          | пате́ра                                                                                     | Кратер неправильной формы или сложный кратер с фестончатыми краями                                                                                         | Больше всего наименованных патер на Ио и Венере. Кроме того, есть на Марсе, Ганимеде, Тритоне и Титане.                                                                                        |
| Planitia (planitiae)                      | равнина                                                                                    | Равнинная низменность | Названия с этим термином есть на 9 небесных телах; больше всего — на Венере (41) |
| Planum (plana)                            | плато́                                                                                      | Плато, равнина на возвышенности | Больше всего названий с этим термином на Марсе (31); также есть на Венере, Ио и Тритоне |
| Plume (plumes)                            | плюм, шлейф                                                                                | Криовулкан на Тритоне | Название имеют лишь два таких объекта: Hili и Mahilani. В состав названий этот термин не входит                                                                                                |
| Promontorium (promontoria)                | мыс                                                                                        | Выступающая часть высокой местности (материка) | Есть 9 наименованных мысов; все на Луне |
| Regio (regiones)                          | область                                                                                    | Обширная территория, отличающаяся от смежных по альбедо или цвету, либо крупный географический регион                                                      | Названия с этим термином (общим числом более 100) есть на Венере, Марсе и нескольких спутниках и астероидах                                                                                    |
| Reticulum (reticula)                      | ретикула, полигон                                                                          | Сетчатая деталь на Венере | Объектов с этим термином в имени сейчас нет |
| Rima (rimae)                              | борозда (для необрывистых), трещина (для обрывистых). Слово «борозда» относится и к Fossa. | Трещина | Длинное узкое неглубокое линейное углубление. Более узкое, чем долина (Vallis), и примерно одинаковой ширины по всей длине. Названия с термином Rima есть только на Луне и Лютеции             |
| Rupes (rupēs)                             | уступ                                                                                      | Уступ, обрыв | Наименованные уступы есть на восьми небесных телах (больше всего — на Марсе и Меркурии) |
| Satellite feature                         | деталь-спутник, сателлитная деталь                                                         | Безымянный кратер на Луне, имеющий обозначение по названию близлежащего наименованного кратера с добавлением заглавной латинской буквы                     | Например, Птолемей K, Птолемей L, Птолемей M и т. п. В состав названий этот термин не входит.                                                                                                  |
| Saxum (saxa)                              | скала, валун?                                                                              | Крупный отдельно лежащий камень или скальный выступ | Используется для отдельных крупных валунов и камней на поверхности таких мелких астероидов, как (101955) Бенну (названо 23 таких объекта) и (162173) Рюгу (названо 3 таких объекта)            |
| Scopulus (scopuli)                        | ступень                                                                                    | Сложный уступ фестончатой или неправильной формы | Названо 13 таких объектов; все на Марсе |
| Serpens (serpentes)                       | серпенс                                                                                    | Извилистая линейная деталь, которая состоит из чередующихся отрезков положительного и отрицательного рельефа                                               | Единственное пока название такого типа — Aeolis Serpens на Марсе |
| Sinus (sinūs)                             | залив                                                                                      | Небольшая равнина | Небольшая тёмная равнина на Луне или залив в углеводоёмах Титана. Термин используется также в номенклатуре деталей альбедо Марса для небольших тёмных участков, вдающихся в светлые области    |
| Sulcus (sulci)                            | рытвины (по-русски всегда во мн. ч.)                                                       | Район с примерно параллельными бороздами и грядами | Латинский термин Sulcus (ед.ч.) используется для небольших объектов, а Sulci (мн.ч.) — для более крупных. Названия с этим термином есть на Марсе, Ганимеде, Энцеладе, Миранде и Тритоне        |
| Terra (terrae)                            | земля                                                                                      | Обширная возвышенность | Выделены на Венере, Марсе, Весте, Титане и Япете |
| Tessera (tesserae)                        | те́ссера                                                                                    | Поверхность с полигональной структурой, похожей на черепицу или на рисунок паркета («ёлочку»)                                                              | Есть только на Венере |
| Tholus (tholi)                            | купол (как и для Farrum)                                                                   | Небольшая куполовидная (с более или менее округлой вершиной) гора или холм                                                                                 | От Farrum, который по-русски тоже называется «купол», отличается менее плоской вершиной и менее крутыми склонами                                                                               |
| Unda (undae)                              | волна, дюна                                                                                | Поля дюн | Термин пока используется только во мн.ч. — Undae (волны, дюны). Утверждено 12 таких названий: 5 на Марсе, 5 на Титане и 2 на Венере                                                            |
| Vallis (valles)                           | долина                                                                                     | Долина | Линейное понижение с извилистыми очертаниями. Наименованные долины есть на Меркурии, Венере, Луне, Марсе, Ио и Ариэле                                                                          |
| Vastitas (vastitates)                     | великая равнина                                                                            | Обширная равнина | Единственный пример — Великая Северная равнина (лат. Vastitas Borealis) на Марсе |
| Virga (virgae)                            | полоса                                                                                     | Полоса, отличающаяся своим оттенком от окружающей местности                                                                                                | Названия имеют 8 таких объектов и их групп (все на Титане) |

## Русские названия
Международный астрономический союз утверждает только латинское написание названий. Русскую номенклатуру до конца 1980-х годов регулировала Комиссия по космической топонимике АН СССР, а с 2009 года — Комиссия РАН по космической топонимике.
Универсальных правил перевода латинских названий на русский язык нет. Принятые русские названия могут быть результатом учёта многих факторов (которые для разных объектов разные) — например, стремления избежать путаницы этих названий с принятыми ранее именами других объектов. Но существуют некоторые закономерности перевода.
В состав названия большинства деталей рельефа (и некоторых деталей альбедо) небесных тел входит не только собственное имя: неотъемлемая их часть — родовой термин. Русских названий это касается так же, как латинских, за исключением имён ряда горных систем Луны: слово «горы» для них обычно опускают (например, Montes Carpatus — Карпаты).
В латинских названиях родовой термин, как и собственное имя, пишется с большой буквы. В русских названиях он пишется с маленькой (например, Meridiani Planum — плато Меридиана). Исключение составляют некоторые детали альбедо Марса и Меркурия и некоторые детали рельефа Луны (моря, заливы, озёра, болота, океан и ряд других) — например, Пустыня Гелиоса на Меркурии, Залив Меридиана (но Дельтоидный залив), Страна Девкалиона, Источник Ювенты на Марсе, Залив Радуги и Океан Бурь на Луне. Однако в некоторых источниках с большой буквы пишут и другие родовые термины.
В латинских названиях родовой термин обычно стоит после собственного имени, а в русских — до него. Например, Utopia Planitia переводится как «равнина Утопия». Но если собственным именем служит прилагательное, оно при переводе обычно остаётся на первом месте (например, Borealis Planitia — Северная равнина, Roncevaux Terra — Ронсевальская земля). Однако если прилагательное не описывает саму деталь, а играет роль существительного, его обычно ставят на второе место. Например, Mirni Rupes — это не «Мирный уступ», а «уступ Мирный», потому что он назван именем шлюпа «Мирный». Аналогично, Claritas Fossae — это не «Блестящие борозды», а «борозды Кларитас», потому что они получили имя от близлежащей детали альбедо Кларитас. Из этого правила есть исключения: Margaritifer Chaos переводится как «Жемчужный хаос», потому что давшую ему имя деталь альбедо — Margaritifer Sinus — принято называть Жемчужным заливом.
Если деталь рельефа названа именем одушевлённого лица (реального или мифического) и в состав названия входит родовой термин, то имя этого лица ставят в родительный падеж (например, горы Максвелла, земля Прометея). Кроме того, если этот падеж используется в латинском названии, его обычно сохраняют и в русском (Caloris Planitia — равнина Жары, Solis Planum — плато Солнца, Mare Tranquillitatis — Море Спокойствия). Если деталь рельефа получила имя географического объекта, оно обычно стоит в именительном падеже: равнина Эллада, рытвины Самарканд, но Море Москвы (Mare Moscoviense дословно — «Море Московское»). Именительный падеж используется и для объектов, в название которых не входит родовой термин: Достоевский, Прометей (кратер и эруптивный центр соответственно).
Обычно в русских названиях родовой термин стоит в том же числе, что и в латинских (Pavonis Mons — гора Павлина, Nereidum Montes — горы Нереид). Исключение — рытвины (ед.ч. Sulcus, мн.ч. Sulci): этим латинским термином и в единственном, и во множественном числе обозначают целый комплекс впадин и гряд (объекты типа Sulcus отличаются только меньшей площадью), поэтому в русских названиях используют только множественное число — «рытвины».

## Номенклатура деталей рельефа отдельных небесных тел

### Меркурий
Первые снимки деталей рельефа Меркурия получил космический аппарат «Маринер-10» в 1974 году. Поверхность этой планеты оказалась очень похожей на лунную: и там, и там преобладающим типом деталей рельефа оказались кратеры. Но на Меркурии нашлись и уникальные формы рельефа. Одна из самых своеобразных — извилистые обрывы длиной в сотни километров и высотой до 2—3 км. Их появление связывают со сжатием недр планеты. Такие объекты называют уступами (лат. Rupes).
Названия им дают в честь кораблей выдающихся исследователей и первопроходцев, потому что в античной мифологии Меркурий был покровителем путешественников. Например, уступ Санта-Мария (лат. Santa María Rupes) получил имя корабля Колумба, на котором он открыл Америку. Уступы Мирный и Восток (Mirni Rupes и Vostok Rupes) названы именами шлюпов экспедиции Беллинсгаузена и Лазарева, в результате которой была открыта Антарктида. Уступ Бигль (Beagle Rupes) получил имя бриг-шлюпа, на котором совершил своё кругосветное путешествие Чарльз Дарвин.
Кратеры Меркурия получают свои имена в честь деятелей искусства — писателей, художников, скульпторов, музыкантов и других. Это связано с тем, для кратеров Луны и Марса используются имена деятелей науки. Для объективности выбора наименования на Меркурии присваиваются не просто посмертно, а лишь спустя 50 лет после того, как данный человек стал признанным авторитетом в своей области. Размер кратера, названного именем личности, примерно соответствует её вкладу в мировую культуру, хотя такие оценки всегда в некоторой мере спорны. Названия присваивают кратерам диаметром более 100 км и самым примечательным из более мелких, например, тем, от которых расходятся светлые лучи или имеющим иные особенности. Крупнейшие кратеры (диаметром больше 300 км) получили такие имена (в порядке убывания диаметра): Рембрандт, Бетховен, Санаи, Анейрин, Достоевский, Шекспир, Толстой, Рафаэль, Гомер, Гёте, Рахманинов. По именам характерных кратеров называют и периоды геологической истории планеты. Например, по кратеру Толстой назван толстовский период, в котором образовалось большинство кратеров Меркурия.
| Деталь рельефа (категория) | Список деталей рельефа | Тип имени собственного: |
| -------------------------- | ---------------------- | --- |
| Борозда                    | Список                 | Выдающиеся произведения архитектуры |
| Гора                       | Список                 | Слово «жара» на различных языках. Пока на Меркурии названа только одна горная система: горы Жары, лат. Caloris Montes, от латинского слова «жара»                                      |
| Гряда                      | Список                 | Астрономы, внёсшие вклад в исследования планеты |
| Долина                     | Список                 | Заброшенные древние поселения. В 2013 году были названы 5 новых объектов, а все 4 названия долин, присвоенные ранее, отменены (3 переименованы в цепочки, а одна больше не выделяется) |
| Кратер                     | Список                 | Деятели искусства (литература, музыка, изобразительное искусство), признанные значимыми для истории не менее 50 лет назад                                                              |
| Равнина                    | Список                 | Названия планеты Меркурий на разных языках и имена похожих на Меркурия богов из разных мифологий. Есть и два исключения: Северная равнина и равнина Жары                               |
| Уступ                      | Список                 | Исследовательские или научно-экспедиционные корабли |
| Факула                     |                        | Слово «змея» на различных языках. К 1 мая 2019 года получили названия 22 факулы |
| Цепочка                    | Список                 | Радиообсерватории. На июль 2015 года названия имеют 3 цепочки; все переименованы из долин                                                                                              |

### Венера
По состоянию на 2015 год на Венеру приходится около 13 % имеющих названия деталей рельефа небесных тел (кроме Земли). Это более 2000 названий, часть которых взята из мифов почти 200 этнических групп. Имена из разных культур разбросаны по поверхности вперемешку: правила присвоения названий не допускают существование «нацрайонов».
Венера — единственная большая планета с женским именем, и поэтому МАС присваивает деталям её рельефа только женские имена. Исключение составляют лишь три объекта, получившие имена ещё до принятия этого правила: область Альфа, область Бета и горы Максвелла (названные в честь Джеймса Клерка Максвелла). Детали с положительным рельефом (земли, плато, венцы, тессеры, горы и гряды) называют именами богинь — например, есть земля Афродиты, плато Лакшми, горы Фрейи. Объекты, расположенные на низких участках или представляющие собой впадины, получают имена героинь мифов и сказок: равнина Снегурочки, каньон Бабы-яги, борозды Перуницы.
Одни из самых своеобразных деталей рельефа Венеры получили названия венцов (лат. corona, мн.ч. coronae). Это кольцеобразные возвышенности диаметром в сотни километров. В их центре находится ровная область, а по краям — застывшие потоки лавы. Породы, когда-то излившиеся из сотен венцов, сейчас покрывают почти 80 % поверхности Венеры, и венцы чаще всего называют именами богинь, связанных с плодородием и землёй. Есть, например, венец Помоны, Деметры, Масленицы, Костромы и другие.
В честь реальных женщин на Венере называют кратеры и патеры. Кратерам с диаметром более 20 км присваивают посмертно фамилии известных людей, а меньшим — просто женские имена. Такие имена могут быть в разных вариантах: например, есть кратеры Лена, Эйлин, Эллен (а ещё — равнина Елены, названная в честь Елены Прекрасной).
| Тип структуры  | Список деталей рельефа       | Названа в честь |
| -------------- | ---------------------------- | --- |
| Астра          | Список (сейчас нет ни одной) | Прочие богини (кроме тех, которые привязаны к определённым типам деталей)                                                                                 |
| Борозда        | Список                       | Богини войны |
| Венец          | Список                       | Богини земли и плодородия |
| Волны          | Список                       | Богини пустыни |
| Гора           | Список                       | Прочие богини |
| Гряда          | Список                       | Богини неба |
| Долина         | Список                       | Названия планеты Венеры на различных языках мира (для долин более 400 км), женские мифологические персонажи, связанные с реками (для долин менее 400 км). |
| Земля          | Список                       | Богини любви |
| Каньон         | Список                       | Богини охоты, леса, Луны |
| Кратер         | Список                       | Крупным (диаметром более 20 километров) присваиваются фамилии известных женщин (посмертно), а малым — просто женские имена.                               |
| Купол (Farrum) | Список                       | Богини воды |
| Купол (Tholus) | Список                       | Прочие богини |
| Лабиринт       | Список                       | Прочие богини |
| Линия          | Список                       | Богини войны |
| Область        | Список                       | Женщины-гиганты и женщины-титаны в греческой мифологии |
| Патера         | Список                       | Известные женщины |
| Плато          | Список                       | Богини процветания |
| Поток          | Список                       | Прочие богини |
| Равнина        | Список                       | Героини мифов |
| Тессера        | Список                       | Богини судьбы и удачи |
| Уступ          | Список                       | Богини домашнего очага |
| Холм           | Список                       | Богини морей |

### Луна
На Луне находится 60 % всех наименованных объектов внеземной географии. Детали рельефа Луны начали получать имена намного раньше, чем объекты на других небесных телах. Поэтому в лунной номенклатуре меньше порядка: не все названия укладываются в принятую сейчас систему наименования. Лунные геологические структуры в большинстве своём названы в честь выдающихся астрономов, особенно исследователей Луны; учёных и путешественников; явлений, связанных с погодой, а также земных горных хребтов.
| Тип структуры                     | Названа в честь |
| --------------------------------- | --- |
| Кратер                            | Кратеры на Луне, как правило, получают своё название в честь выдающихся учёных, художников и исследователей, внёсших значительный, фундаментальный вклад в своей области. Кроме того, кратеры в районе Моря Москвы названы в честь погибших советских космонавтов, а в районе кратера Аполлон — в честь погибших американских астронавтов (см. Космические катастрофы). Это правило может быть распространено и для других космических держав, которые потеряют своих космонавтов. Маленькие кратеры, представляющие особенный интерес, называют просто человеческими именами |
| Озеро, Болото, Залив, Море, Океан | Эти объекты названы латинскими терминами, означающими абстрактные понятия или погодные явления |
| Гора                              | Горы на Луне получили названия близлежащих кратеров или земных горных хребтов и систем |
| Уступ, долина                     | Большинство названо в честь ближайших геологических структур |
| Гряда                             | Носят имена выдающихся деятелей наук о Земле |
| Борозда, трещина, цепочка         | Названы по именам ближайших кратеров. Кроме того, трём длинным цепочкам кратеров даны русские названия в честь советских научных организаций, связанных с ракетостроением, — ГДЛ, ГИРД и РНИИ. Их международные названия — Catena Leuschner, Catena Michelson и Catena Lucretius соответственно |
| Деталь-спутник                    | Названы именем ближайшего наименованного кратера с добавлением буквы |

### Марс

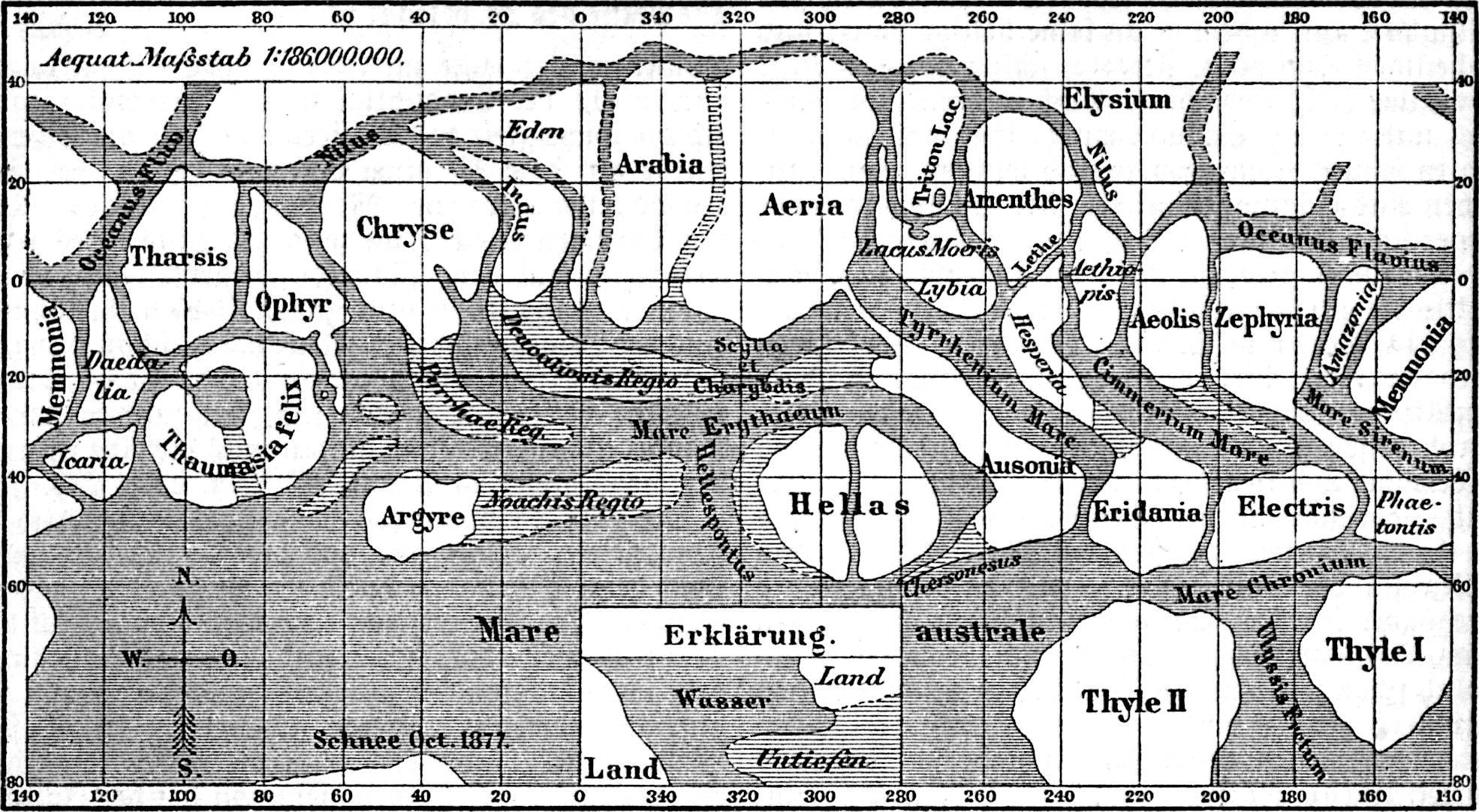
Карта Марса Джованни Скиапарелли, на которой изображены классические детали альбедо

Детали рельефа на Марсе называются в честь исследователей Марса, авторов научной фантастики о Марсе, по древним топонимам Средиземноморья, по названиям Марса на разных языках.
| Тип структуры                       | Называются в честь |
| ----------------------------------- | --- |
| Большой кратер (в основном > 60 км) | Учёные и писатели, внёсшие вклад в изучение и популяризацию Марса |
| Мелкий кратер                       | Города мира с численностью населения менее 100 000 человек. Эта категория объектов выбрана не с целью их увековечивания, а просто как большой источник имён. Кратеры диаметром < 10 км получают имя из одного слога, а более крупные — из двух или трёх |
| Крупная долина                      | Названия Марса на разных языках |
| Мелкая долина                       | Названия (и древние, и современные) земных рек |
| Прочее                              | Объекты других типов обычно получают названия близлежащих деталей альбедо, которые со времён Скиапарелли и Антониади носят имена, взятые из античной мифологии и топонимики                                                                             |

Когда на поверхность Марса опускаются космические аппараты, управлявшие ими учёные присваивают неофициальные названия некоторым мелким объектам около места посадки и вдоль пути следования марсоходов, — например, дюнам, мелким кратерам, камням и даже канавкам, прорытым для взятия образцов. Начало этой практике положили ещё в 1976 году исследователи снимков, переданных с поверхности Марса станциями «Викинг». Зачастую эти названия шуточные и даны, например, в честь сортов мороженого, героев мультфильмов или музыкальных групп 1970-х годов.

### Спутники Марса
| Детали рельефа Деймоса названы в честь писателей, которые в своих произведениях упоминали о спутниках Марса. На начало 2013 года название имеют два объекта на Деймосе — кратеры Свифт и Вольтер, названные в честь писателей, которые в XVIII веке предсказали наличие спутников у Марса. |  | Фобос — самый крупный и самый близкий к поверхности Марса его спутник. Детали рельефа Фобоса получили имена в честь учёных, имеющих отношение к открытию спутника и изучению его движения и свойств, а также персонажей и местностей из «Путешествий Гулливера». |  |

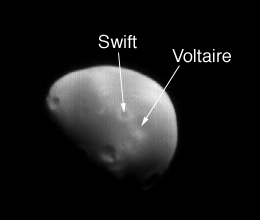
Два крупнейших кратера на Деймосе

### Астероиды
По состоянию на 2015 год более 420 000 астероидов получили номер, а более 19 000 — имя, но детальные снимки есть лишь для немногих. Наименованные детали рельефа есть на 10 из них. Категории объектов, названия которых присваивают этим деталям, очень разнообразны.

#### (1) Церера
Первые детальные снимки Цереры получил КА «Dawn» в 2015 году. Её кратеры называют именами богов и богинь сельского хозяйства и растительности, а другие детали рельефа — именами сельскохозяйственных праздников разных народов.

#### (4) Веста
Первые детальные снимки Весты получил КА «Dawn» в 2011 году. Её кратеры названы в честь весталок и других известных женщин Древнего Рима, а другие детали рельефа (цепочки, купола, гряды, уступы, борозды, равнины, земли) — в честь римских городов и праздников.

#### (21) Лютеция
Лютецию открыл Герман Гольдшмидт в 1852 году в Париже, древнее имя которого она и получила. Первые детальные её снимки сделал КА «Розетта» в 2010 году. Кратерам этого астероида дали названия, под которыми были известны города Римской империи и соседних местностей Европы во времена подтверждённого существования поселения Лютеции под таким именем (52 до н. э. — 360 н. э.). На астероиде выделено 8 областей, одна из которых названа областью Гольдшмидта, а остальные — именами римских провинций указанного времени. Остальным деталям рельефа присваивают тогдашние названия рек Римской империи и соседних местностей Европы.

#### (243) Ида и Дактиль
Иду открыл Иоганн Пализа в 1884 году. Она получила имя нимфы Иды, которая прятала Зевса во времена его младенчества в Идейской пещере на горе Ида. В 1993 году космический аппарат «Галилео» заснял этот астероид с близкого расстояния и открыл у него спутник, названный Дактилем в честь маленьких мифических жителей упомянутой горы.
На Иде выделили 3 области, одну из которых назвали в честь Пализы, а другие — городов, где он наблюдал. Кроме того, одна гряда получила имя «гряда Таунсенда» в честь одного из участников проекта «Галилео», а 21 кратер — имена пещер, гротов и лавовых трубок мира. На Дактиле имена присвоены двум кратерам. Их назвали в честь дактилей Келмия и Акмона.
| Тип структуры | Названа в честь                                          |
| ------------- | -------------------------------------------------------- |
| Кратер        | Пещеры и гроты мира                                      |
| Гряда         | Участники проекта «Галилео»                              |
| Области       | Первооткрыватель Иды и места, где он проводил наблюдения |

#### (253) Матильда
Детальные снимки Матильды получил аппарат «NEAR Shoemaker» в 1997 году. Имена на ней получили 23 кратера. Поскольку Матильда — один из самых тёмных объектов Солнечной системы (её альбедо — всего лишь 3 %), её кратерам дают имена месторождений угля, таких как сибирский Кузнецк, французская Лотарингия, немецкий Ахен. Самый большой (33-километровый) кратер получил имя Карру — угленосного региона на юге Африки.

#### (433) Эрос
Астероид Эрос назван в честь бога любви Эрота (Эроса), в связи с чем его кратеры получают имена персонажей мифов и легенд, связанных с любовью и эротикой, а также реальных людей, отличившихся в этих областях. Имена приближённых Эрота — Психеи и Гимероса — даны двум самых больших кратерам (5 и 10 км соответственно). Кратеры Джахан и Махал носят имена индийского султана XVII века Шах-Джахана и его жены Мумтаз-Махал, для которой он построил знаменитый мавзолей Тадж-Махал. Кроме того, на Эросе увековечены реально существовавший Казанова, легендарный Дон Жуан, мифический Нарцисс и ряд других личностей.
Именами любивших друг друга часто называют соседние кратеры: например, рядом друг с другом расположены кратеры Орфей и Эвридика, Дон Кихот и Дульсинея, Аида и Радамес, Пигмалион и Галатея. Иногда применить это правило не удаётся: бывает, что имя одного из пары уже использовано на каком-то другом небесном теле. Кратер Каститис назван в честь литовского кузнеца, которого увлекла в морскую пучину богиня Юрате, но пары на Эросе Каститис не имеет — именем Юрате уже названы холмы на Венере. Кратер Автандил получил имя рыцаря из поэмы «Витязь в тигровой шкуре», а именем Тинатин — его возлюбленной — уже названа одна из равнин Венеры. Хорошо подошли бы для кратеров Эроса имена Ромео и Джульетты, но они оба уже задействованы на спутниках Урана.
Кратер Гамба назван именем Марины Гамбы — гражданской жены Галилео Галилея. Но назвать какой-нибудь соседний кратер именем Галилея не удалось: кратеров с таким именем и так два (на Луне и на Марсе), не считая области Галилея на Ганимеде. Это результат того, что когда-то не было правила о недопустимости повторов.
Две наименованные области Эроса — область Витта и область Шарлуа — получили имена учёных, которые его открыли в одну ночь независимо друг от друга: Карла Густава Витта и Огюста Шарлуа. Две гряды — гряда Финсена и гряда Хинкса — получили имена астрономов, исследования которых затрагивали этот астероид. Уильям Финсен обнаружил его вытянутость, а Артур Роберт Хинкс использовал наблюдения Эроса для измерения параллакса Солнца.
| Тип структуры | Названа в честь                                                                  |
| ------------- | -------------------------------------------------------------------------------- |
| Кратеры       | Мифологические или легендарные имена эротического характера                      |
| Гряда         | Учёные, которые внесли большой вклад в исследование и изучение данного астероида |
| Области       | Первооткрыватели астероида                                                       |

#### (951) Гаспра
Гаспру открыл в 1916 году Григорий Неуймин в Симеизской обсерватории в Крыму. Он назвал её в честь расположенного поблизости курортного посёлка Гаспра. В 1991 году космический аппарат «Галилео» сфотографировал большую часть поверхности Гаспры (сделав её первым отснятым сблизи астероидом). Обнаруженные кратеры получили имена курортов разных стран — например, немецкого Баден-Бадена, бельгийского Спа, израильского Зоара и других. Пять из 31 названия кратеров — крымские: Алупка, Кацивели, Мисхор, Харакс и Ялта. Кроме того, название получили три области: область Неуймина, область Данна и область Йитса. Они носят имена первооткрывателя Гаспры и учёных, внёсших вклад в проект «Галилео».
| Тип структуры | Названа в честь                                                        |
| ------------- | ---------------------------------------------------------------------- |
| Кратеры       | Курорты разных стран                                                   |
| Области       | Первооткрыватель Гаспры и учёные, тесно связанные с проектом «Галилео» |

#### (2867) Штейнс
Астероид Штейнс открыл в 1969 году Николай Черных, а первые детальные его снимки сделал в 2008 году космический аппарат «Розетта». Оказалось, что формой этот астероид напоминает бриллиант, и все 23 его наименованных кратера получили названия разных ценных камней. Кроме того, большой участок его поверхности назван областью Черных (лат. Chernykh Regio).

#### (25143) Итокава
См. также: Список деталей рельефа астероида (25143) Итокава
Астороид Итокава был заснят с близкого расстояния космическим аппаратом «Хаябуса» в 2005 году. Деталям его рельефа решено присваивать земные названия, связанные с исследованием космоса. Например, область LINEAR (лат. LINEAR Regio) получила имя программы, в рамках которой был открыт этот астероид.

### Спутники Юпитера

#### Амальтея
Персонажи и места, связанные с мифом об Амалфее. По состоянию на 2014 год на Амальтее названы два кратера (именами богов Геи и Пана) и две факулы (именами горы Ида и города Ликт)

#### Фива
Люди и места, связанные с мифом о Фиве. Пока на этом спутнике получила имя только одна деталь рельефа — 40-километровый кратер Зет.

#### Ио
См. также: Список деталей рельефа Ио, Список гор Ио, Список вулканов Ио, Список областей Ио
| Тип структуры                               | Названа в честь |
| ------------------------------------------- | --- |
| Эруптивный центр (вулкан)                   | Боги и герои из различных мифологий, связанные с огнём, Солнцем, громом или вулканами                                                                                         |
| Цепочка                                     | Боги Солнца из различных мифологий |
| Поток                                       | Названы по именам соседних деталей рельефа или богов и героев вышеуказанного характера                                                                                        |
| Столовая гора, гора, плато, область и купол | Места, связанные с мифом об Ио и с адом из «Божественной комедии» Данте. Некоторые названия даны по именам соседних деталей рельефа                                           |
| Патера                                      | Боги и герои из различных мифологий, связанные с огнём, Солнцем, громом или вулканами, а также мифические кузнецы. Некоторые названия даны по именам соседних деталей рельефа |
| Долина                                      | Названы в честь соседних деталей рельефа |

#### Европа
См. также: Список деталей рельефа Европы, Список кратеров Европы, Список линий Европы
| Тип структуры               | Названа в честь                                           |
| --------------------------- | --------------------------------------------------------- |
| Хаос                        | Местности из кельтских мифов                              |
| Кратер                      | Боги и герои кельтских мифов                              |
| Извилина                    | Местности из мифов о Европе и кельтские ряды камней       |
| Крупная кольцевая структура | Кельтские каменные круги                                  |
| Лентикула                   | Боги и герои кельтских мифов                              |
| Линия                       | Люди, связанные с мифом о Европе, и кельтские ряды камней |
| Макула                      | Местности из мифа о Европе                                |
| Область                     | Местности из кельтских мифов                              |

#### Ганимед
См. также: Список деталей рельефа Ганимеда, Список кратеров Ганимеда
Мифы древних цивилизаций Ближнего Востока.
| Тип структуры               | Названа в честь                                                                    |
| --------------------------- | ---------------------------------------------------------------------------------- |
| Кратер или цепочка кратеров | Боги и герои Плодородного полумесяца (региона на Ближнем Востоке)                  |
| Факула                      | Места, упомянутые в египетских мифах                                               |
| Борозда                     | Боги Плодородного полумесяца                                                       |
| Патера                      | Вади, расположенные в районе Плодородного полумесяца (пока ни одного названия нет) |
| Область                     | Первооткрыватели спутников Юпитера.                                                |
| Рытвины                     | Места из древних мифов.                                                            |

#### Каллисто
См. также: Список деталей рельефа Каллисто, Список кратеров на Каллисто
Мифы и сказки народов Севера.
| Тип структуры            | Названа в честь                                                         |
| ------------------------ | ----------------------------------------------------------------------- |
| Крупная кольцевая деталь | Места (кроме рек, долин и ущелий) из мифов и сказок северных народов    |
| Кратер                   | Герои и героини северных мифов и сказок                                 |
| Факула                   | Персонажи мифов и сказок северных народов, связанные с холодом и снегом |
| Цепочка кратеров         | Реки, долины и ущелья из мифов и сказок северных народов                |

### Спутники Сатурна

#### Янус
Герои мифа о близнецах Касторе и Полидевке. По состоянию на 2015 год названия получили четыре кратера: Идас, Кастор, Линкей и Фойба.

#### Эпиметей
Герои мифа о близнецах Касторе и Полидевке. По состоянию на 2015 год названия получили два кратера: Гилаира и Поллукс.

#### Мимас
Мимас был открыт английским учёным Уильямом Гершелем, поэтому детали его рельефа получают имена из британских легенд о короле Артуре и рыцарях Круглого стола, в первую очередь в изложении Томаса Мэлори (роман «Смерть Артура»). Самый большой кратер — Гершель — назван в честь первооткрывателя спутника. Некоторые каньоны получили имена географических объектов, фигурирующих в мифах о гигантах (поскольку сам спутник назван в честь гиганта Миманта).

#### Энцелад
Энцелад — очень своеобразный спутник. Он отражает почти весь падающий свет и, таким образом, белее свежего снега. Все названия деталей его рельефа взяты из средневекового арабского сборника рассказов «Тысяча и одна ночь» — возможно, потому что поверхность Энцелада напомнила астрономам ярко освещённые средневековые арабские города (по другой версии, этот выбор связан с её загадочным видом). Кратеры получили имена персонажей рассказов, а остальные детали рельефа (борозды, гряды, равнины и рытвины) — упомянутых там местностей.
Белизну Энцелада поддерживают гейзеры в районе его южного полюса, которые выбрасывают фонтаны микроскопических частиц льда на высоту сотен километров. Многие из этих частиц оседают обратно на Энцелад, обновляя его поверхность. Расположены эти гейзеры в пределах четырёх больших рытвин — своеобразных комплексов вытянутых параллельных впадин и гряд. Они известны как рытвины Дамаск, Багдад, Каир и Александрия.
На Энцеладе выделены две равнины — Сарандиб и Дийяр. Первая названа древним именем острова Шри-Ланка (одного из мест, посещённых Синдбадом-мореходом), а вторая — именем упомянутой в рассказах страны.
Самые большие кратеры Энцелада — граничащие друг с другом Али-Баба и Аладдин (39 и 37 км в диаметре соответственно). А имена центральных персонажей «Тысячи и одной ночи» — рассказчицы Шахерезады и её слушателя Шахрияра — достались 20-километровому и 24-километровому кратеру, не очень близким друг к другу.

#### Тефия
Люди и места из древнегреческой поэмы Гомера «Одиссея».

#### Диона
См. также: Список деталей рельефа Дионы
Люди и места из древнеримской поэмы Вергилия «Энеида».

#### Рея
См. также: Список деталей рельефа Реи
Мифы о сотворении мира (в основном азиатские).

#### Титан
| Тип структуры                                                                                       | Названа в честь |
| --------------------------------------------------------------------------------------------------- | --- |
| Детали альбедо и земли (Terra, Terrae)                                                              | Священные места и аналоги рая из легенд, мифов, рассказов и стихов всего мира                                         |
| Холмы (Collis, Colles)                                                                              | Персонажи Джона Толкина, жившие в Средиземье                                                                          |
| Кратеры (Crater, Craters) и крупные кольцевые детали                                                | Боги и богини мудрости                                                                                                |
| Факулы и их группы (Facula и Faculae)                                                               | Отдельные факулы называют именами земных островов (кроме политически независимых), группы факул — именами архипелагов |
| Потоки (Fluctus, Fluctūs)                                                                           | Боги и богини красоты                                                                                                 |
| Каналы (Flumen, Flumina)                                                                            | Вымышленные реки |
| Острова (Insula, Insulae)                                                                           | Острова из мифов и легенд                                                                                             |
| Озёра (Lacus, Lacūs) и лагуны (Lacuna, Lacunae)                                                     | Земные озёра. Предпочтение отдаётся похожим по форме                                                                  |
| Моря (Mare, Maria)                                                                                  | Морские существа из мифов и фантастики                                                                                |
| Заливы (Sinus, Sinūs)                                                                               | Земные заливы, фьорды и бухты                                                                                         |
| Проливы (Fretum, Freta)                                                                             | Герои произведений Айзека Азимова                                                                                     |
| Горы (Mons, Montes)                                                                                 | Горы Средиземья Джона Толкина.                                                                                        |
| Макулы (Macula, Maculae), области (Regio, Regiones), патеры (Patera, Paterae) и дуги (Arcus, Arcūs) | Божества счастья, мира и гармонии из разных мировых культур                                                           |
| Равнины (Planitia, Planitiae) и лабиринты (Labyrinthus, Labyrinthi)                                 | Названия планет из «Хроник Дюны» Фрэнка Герберта                                                                      |
| Волны (дюны), (Unda, Undae)                                                                         | Боги и богини ветра.                                                                                                  |
| Полосы (Virga, Virgae)                                                                              | Боги и богини дождя.                                                                                                  |

#### Гиперион
Божества, олицетворяющие Солнце и Луну.

#### Япет
См. также: Список деталей рельефа Япета
Тёмная часть поверхности спутника — область Кассини — получила имя его первооткрывателя. Все остальные названия на Япете взяты из средневековой французской поэмы «Песнь о Роланде». Кратеры получили имена её персонажей, а остальные детали рельефа (горы и земли) — упомянутых в ней местностей. Кратеры, расположенные в светлой части Япета, названы именами положительных героев поэмы (франков и их союзников), а расположенные в тёмной области (или в пограничной зоне, но имеющие тёмные днища) — отрицательных (мавров).

#### Феба

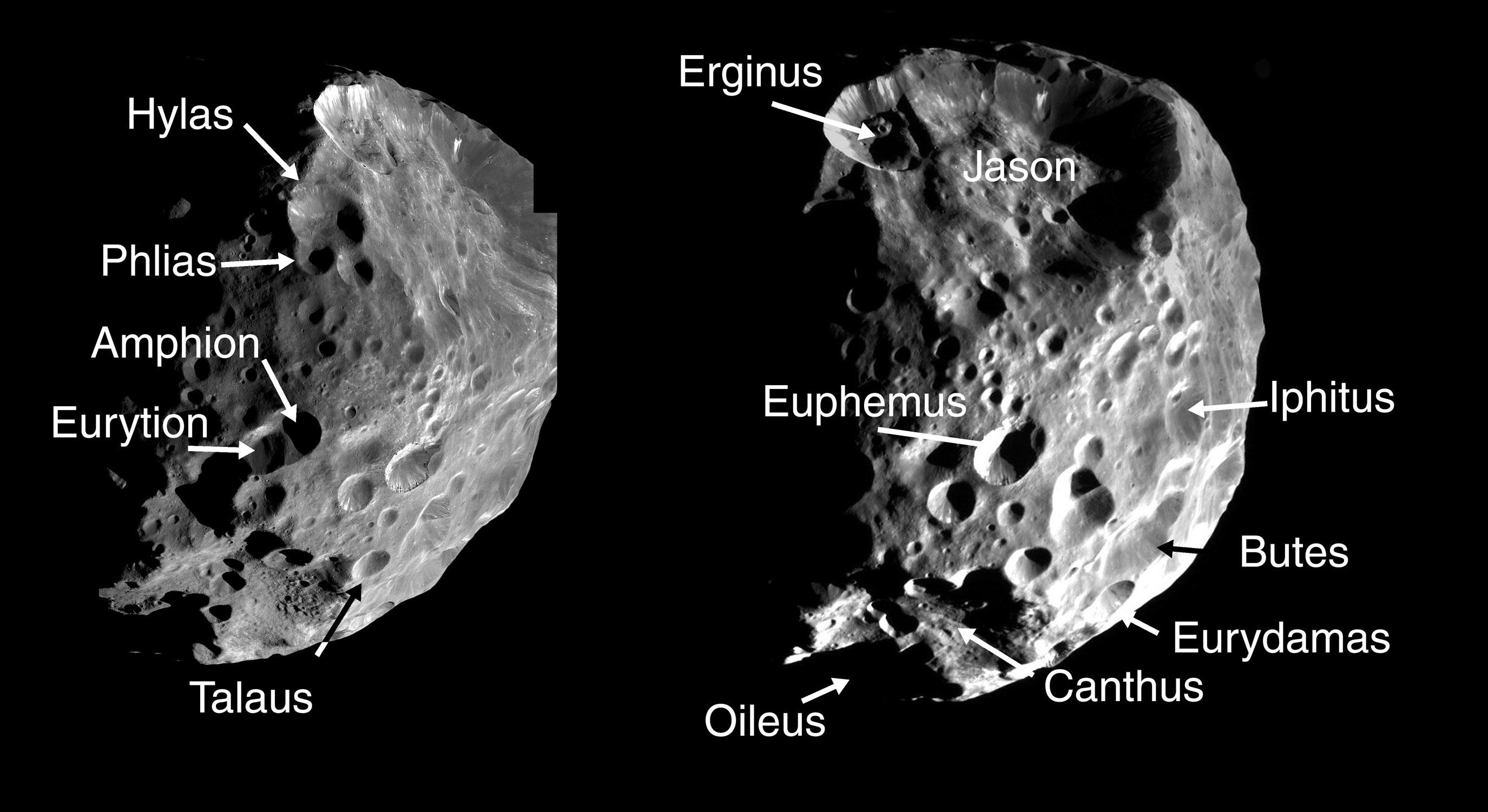
Примеры названий кратеров на Фебе

| Тип структуры | Названа в честь |
| ------------- | --- |
| Кратер        | Кратеры на Фебе получают имена персонажей мифов о Фебе или об аргонавтах, который по плану Аполлония Родосского в восьми книгах описал Гай Флакк |
| Прочее        | Остальные детали рельефа получают названия местностей из поэмы «Аргонавтика»                                                                     |

### Спутники Урана
Спутники Урана примечательны не только тем, что их орбиты (как и экватор Урана) лежат в плоскости, почти перпендикулярной плоскости Солнечной системы, а и тем, что их названия стали нарушением старой традиции брать имена спутников из античной мифологии.
Первые два спутника (позже названные Титанией и Обероном) открыл в 1787 году первооткрыватель самого Урана — Уильям Гершель. Следующие два (Ариэль и Умбриэль) нашёл через 64 года Уильям Ласселл. Он тоже не удосужился дать спутникам имена, но попросил об этом сына Уильяма Гершеля — Джона, который тоже был одним из виднейших астрономов своего времени. Джон Гершель решил назвать эти 4 спутника именами духов из пьес Уильяма Шекспира и поэм Александра Поупа.
Ариэль вдвое ярче Умбриэля, поэтому он получил имя доброй, светлой сильфиды (духа воздуха), упомянутой в пьесе Шекспира «Буря» и в поэме Поупа «Похищение локона». Тусклый Умбриэль назван именем злого гнома из той же поэмы. Самые большие спутники Урана — Титания и Оберон — получили имена королевы и короля фей и эльфов из пьесы Шекспира «Сон в летнюю ночь».
Астрономы XX века последовали примеру Джона Гершеля брать имена для спутников Урана из произведений Шекспира и Поупа. На 2013 год у этой планеты известно уже 27 спутников. Некоторые находятся ближе к ней, чем названные 4 крупнейших спутника, а некоторые — дальше. Первые получили в большинстве своём женские имена (Корделия, Офелия, Бианка и др.), а вторые — мужские (Франциско, Калибан, Стефано и др.)
Деталям рельефа спутников Урана дают имена, связанные с названиями самих спутников. На Титании все наименованные кратеры получили имена женских персонажей Шекспира, а на Обероне — мужских. Некратерные структуры Оберона, Титании и Миранды называют именами городов, замков, островов, лесов и других местностей, упомянутых Шекспиром. На ярком Ариэле и тёмном Умбриэле деталям рельефа всех типов дают имена соответственно добрых и злых духов из разных мифов, сказок и книг, а на Паке — имена озорных духов из фольклора разных народов.

#### Пак
Духи озорства

#### Миранда
См. также: Список деталей рельефа Миранды
Персонажи и места из пьес Шекспира

#### Ариэль
Добрые, светлые духи из мифов народов мира

#### Умбриэль
См. также: Список деталей рельефа Умбриэля
Злые, тёмные духи из мифов разных народов

#### Титания
См. также: Список деталей рельефа Титании
Женские персонажи пьес Шекспира и упомянутые там места

#### Оберон
См. также: Список деталей рельефа Оберона
Мужские персонажи трагедий Шекспира и упомянутые там места

#### Малые спутники
Изображений малых спутников Урана, на которых были бы видны детали на их поверхности, пока нет. Деталям их рельефа решено присваивать имена героинь произведений Шекспира и Поупа.

### Спутники Нептуна

#### Протей
Детали рельефа Протея решено называть именами различных водных духов, богов или богинь из различных мифологий, кроме греческой и римской. Тем не менее единственный (на 2015 год) наименованный объект на Протее — кратер Фарос — носит имя родного острова греческого божества Протея.

#### Тритон
Геологические структуры на Тритоне получают имена, связанные с водной тематикой различных мифологий, за исключением греческой и римской. Кроме того, решено использовать имена гейзеров, источников и островов.

#### Нереида
Снимков Нереиды, на которых хорошо видно детали её рельефа, ещё нет. Но уже есть решение называть эти детали соответственно названию самого спутника — именами нереид, морских нимф в греческой мифологии.

#### Малые спутники
Детали рельефа на других спутниках Нептуна должны получать имена различных богов или богинь, связанных с мифами о Нептуне/Посейдоне, или имена водных существ из других мифологий.

### Плутон
Первые подробные снимки Плутона получила автоматическая станция «Новые горизонты» в 2015 году. В таблице ниже представлены принципы наименования деталей рельефа Плутона.
| Тип структуры                                                       | Названа в честь                                                                                   |
| ------------------------------------------------------------------- | ------------------------------------------------------------------------------------------------- |
| Факулы (faculae), макулы (maculae), рытвины (sulci)                 | Боги, богини и другие существа, связанные с подземным миром, из мифологии, фольклора и литературы |
| Котловины (cavi), гряды (dorsa), озёра (lacūs)                      | Названия подземного мира и мест в нём из мифологии, фольклора и литературы                        |
| Потоки (fluctūs), борозды (fossae), долины (valles)                 | Герои и другие исследователи подземного мира                                                      |
| Кратеры и области (regiones)                                        | Учёные и инженеры, связанные с Плутоном и поясом Койпера                                          |
| Холмы (colles), линии (lineae), равнины (planitiae), земли (terrae) | Пионерские космические миссии и космические корабли                                               |
| Горы (montes), болота (paludes), уступы (rupēs)                     | Пионеры прошлого, открывшие новые горизонты в исследовании Земли, моря и неба                     |

### Спутники Плутона
Детали рельефа Харона решено называть в соответствии с принципами, представленными в таблице ниже.
| Тип структуры                                   | Названа в честь                                                                                  |
| ----------------------------------------------- | ------------------------------------------------------------------------------------------------ |
| Макулы (maculae), плато (plana), земли (terrae) | Места назначения и важные вехи в вымышленных исследованиях космоса и других исследованиях        |
| Каньоны (chasmata)                              | Вымышленные и мифологические суда для исследований космоса и других исследований                 |
| Кратеры                                         | Вымышленные и мифологические мореплаватели, путешественники и исследователи                      |
| Горы (montes)                                   | Авторы и деятели искусства, связанные с исследованиями космоса, особенно Плутона и пояса Койпера |

Детали поверхности Стикса будут получать имена речных богов, Никты — божеств ночи, Кербера — собак из мифов, литературы и истории, Гидры — драконов и вымышленных змей.